# 1865 у літературі

## Твори
- Жуль Верн.  «Із Землі на Місяць»
- Льюїс Керрол. «Аліса у Дивокраї» або «Алісині пригоди у Дивокраї»
- «Листи Кемал-уд-Довле» — трактат Мірзи Фаталі Ахундова (вперше опубліковано 1924 року в Баку)

## Померли
- Петро Гулак-Артемовський — український письменник, байкар, поет, перекладач.